# Crepis praemorsa
Espèce
Classification APG IV (2016)
Crepis praemorsa, de noms communs Crépide à rhizome, Crépide en rosette, Crépide rongée, est une espèce de plante à fleurs du genre Crepis, de la famille des Asteraceae.

## Description

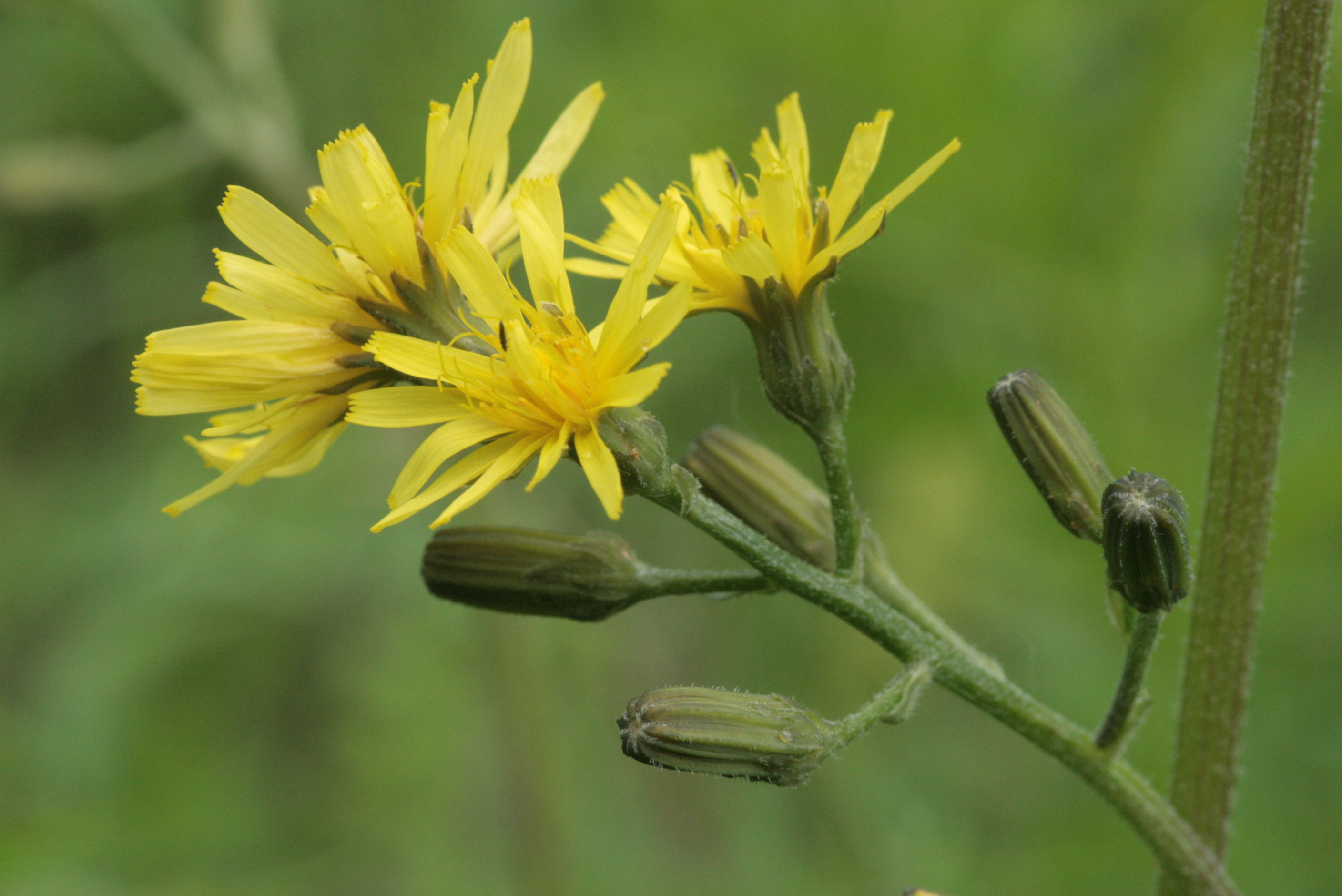
Fleurs.

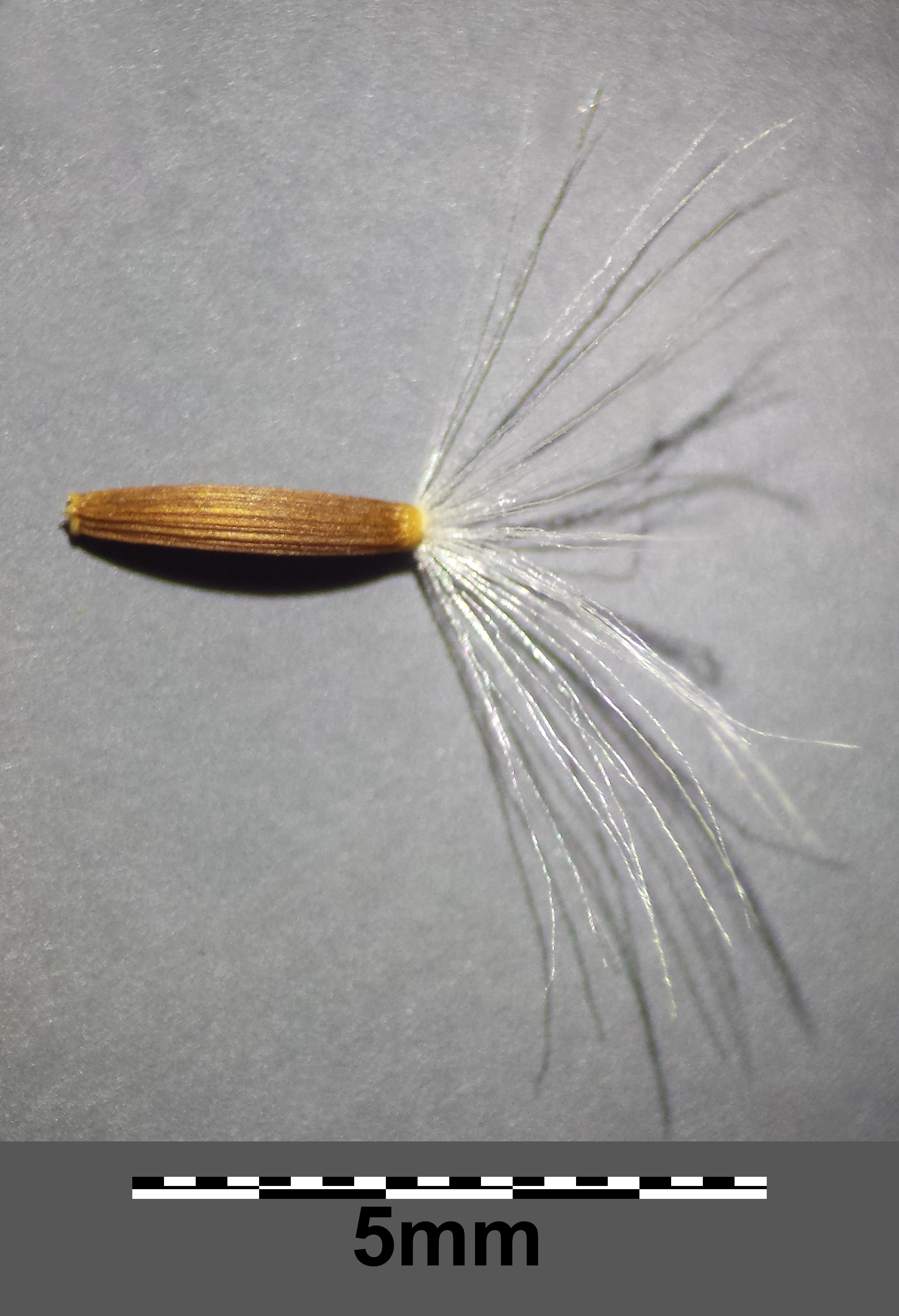
Fruit.

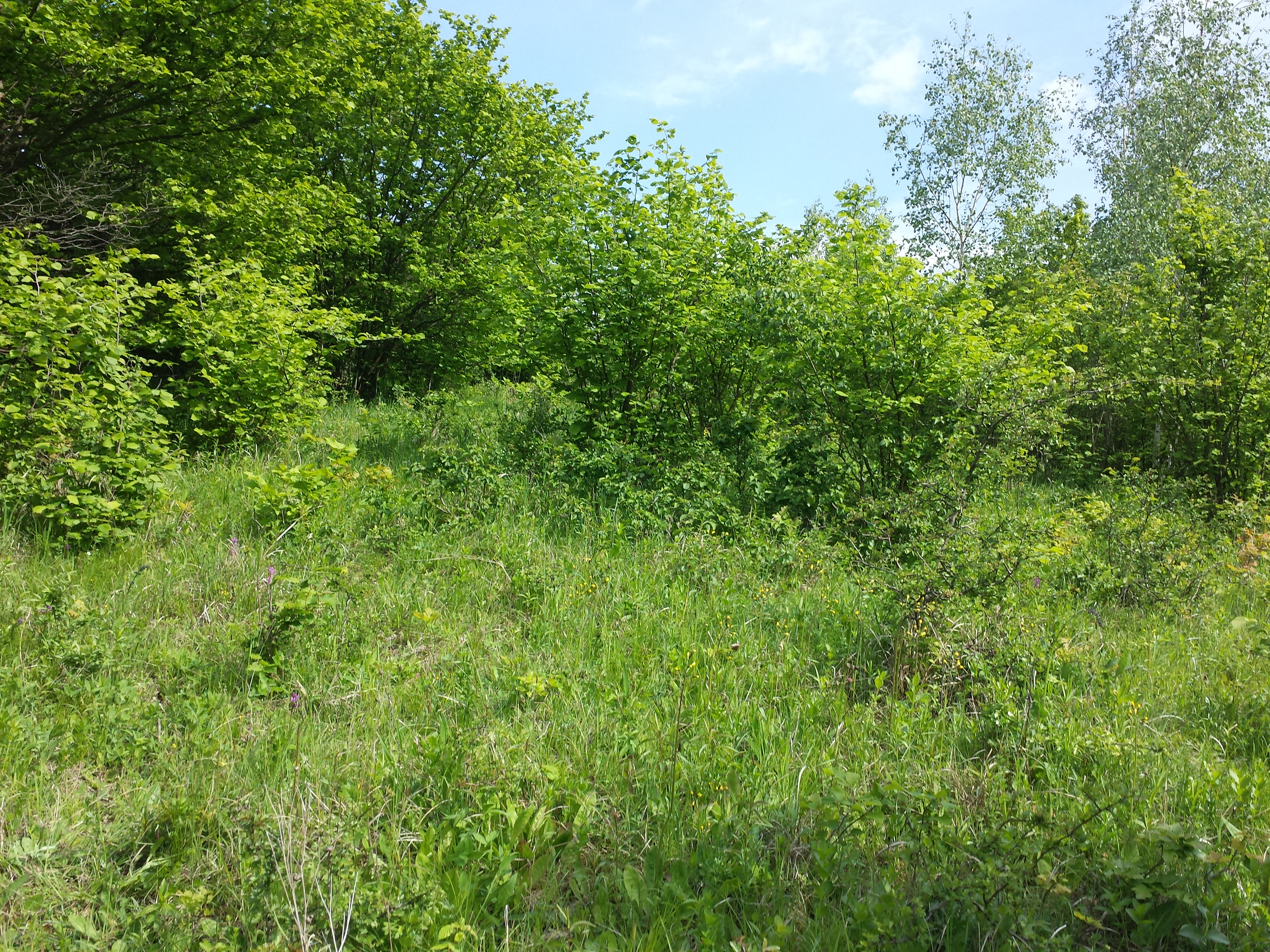
Habitat.

### Appareil végétatif
C'est une plante vivace à racine courte, tronquée ; la hampe de 3-6 dm, solitaire, est dressée, simple, un peu pubescente, quelquefois glabre ; les feuilles sont toutes radicales, en rosette, oblongues ou oblongues-obovales, très brièvement rétrécies en pétiole à la base, entières ou dentées, ordinairement pubescentes.

### Appareil reproducteur
Les capitules pédonculés sont en grappe assez courte, ovoïde ou oblongue ; l'involucre est glabre ou presque glabre ; les akènes sont longs de 5 mm environ, dépassant un peu l'aigrette. Les fleurs sont d'un jaune pâle.
La floraison se déroule de mai à juin.

## Répartition
Crepis praemorsa occupe une grande partie de l’Europe notamment centrale et de la Sibérie ; la plante est absente en région méditerranéenne.

## Habitat et écologie
La crépide à rhizome pousse dans les pelouses, les lisières des bois thermophiles, de préférence sur sol calcaire ; jusqu'à 1 800 m d'altitude.

## Synonymes
- Aracium praemorsum (L.) D.Dietr., 1847
- Crepis praemorsa (L.) Walther, 1802 subsp. praemorsa
- Crepis praemorsa Tausch, 1828
- Crepis racemosa St.-Lag., 1889
- Geracium praemorsum (L.) Rchb., 1828
- Hieracioides praemorsum (L.) Kuntze, 1891
- Hieracium praemorsum L., 1753
- Hieracium setiferum Lam., 1779
- Intybellia praemorsa (L.) Monnier, 1829
- Intybus praemorsus (L.) Fr., 1828
- Soyeria praemorsa (L.) Mutel, 1835[5]